# Onthophagus fumatus
Onthophagus fumatus là một loài bọ cánh cứng trong họ Bọ hung (Scarabaeidae).